# آرتور ینسن
آرتور ینسن (دانمارکی: Arthur Jensen؛ ‏ ۹ نوامبر ۱۸۹۷ – ۲۸ نوامبر ۱۹۸۱) بازیگر و صداپیشه اهل دانمارک بود.
از فیلم‌هایی که وی در آن‌ها نقش داشته‌است، می‌توان به یکی در میان جمع، مأمور ۶۹ ینسن در برج قوس، مأمور ۶۹ ینسن در برج عقرب، در برج اسد، مازورکای کنار تخت، بیا کنار تخت من و ملوانان کنار تخت اشاره نمود.